# Die Entführung (Eichendorff)

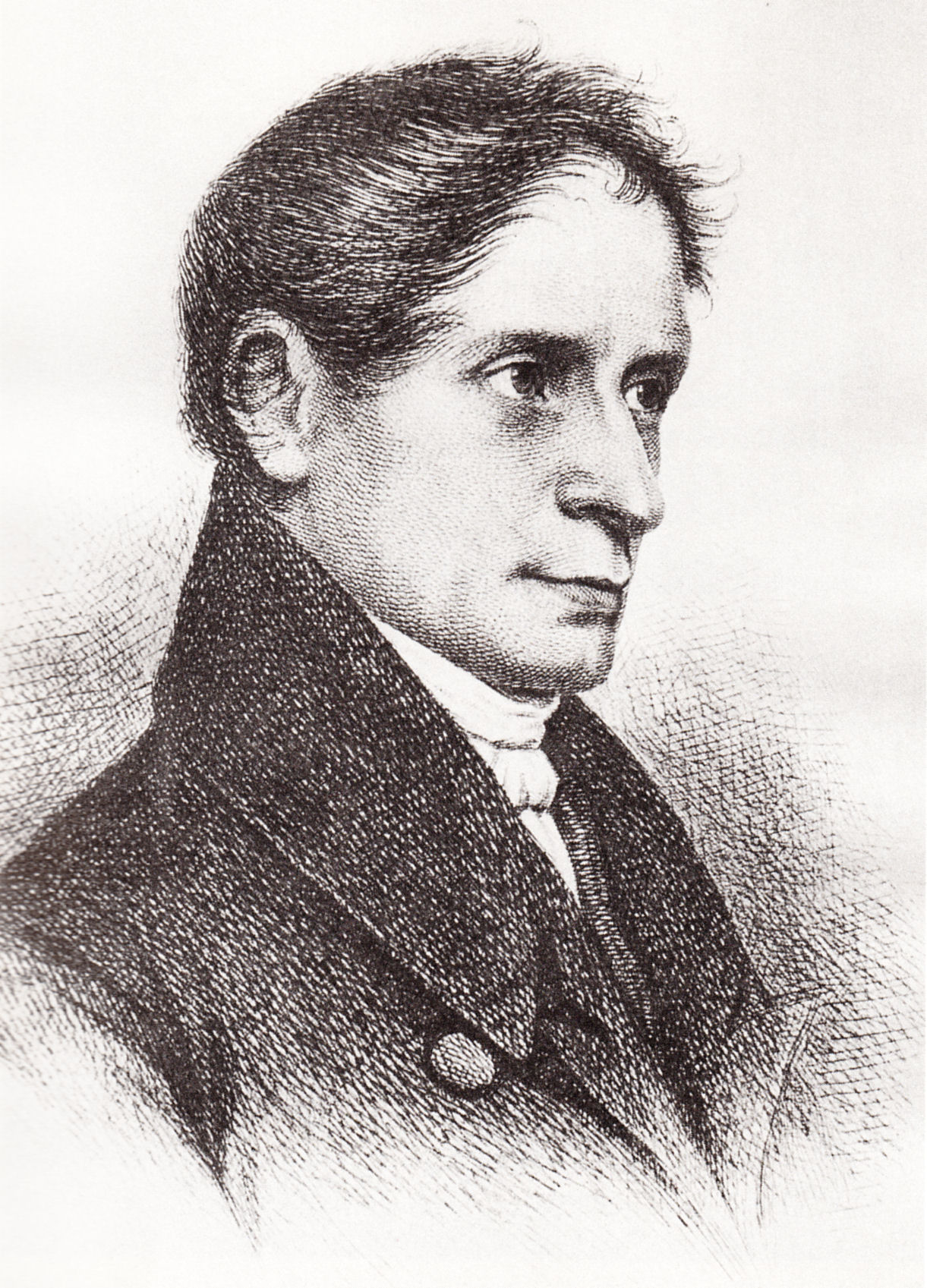
Joseph von Eichendorff

Die Entführung ist eine Novelle von Joseph von Eichendorff, die 1838 im Taschenbuch Urania beim F. A. Brockhaus Verlag in Leipzig erschien.

## Inhalt
Frankreich an der Loire. Anscheinend 1730 zur Zeit König Ludwigs XV. Zugleich aber nach 1830 zur Zeit des Bürgerkönigs Louis Philippe: Der König tritt auf seinem Hofball „unmaskiert in bürgerlicher Kleidung“ auf.
Ein junger Mann rastet – von der Jagd ermüdet – auf dem heruntergekommenen, einsamen, alten Schloss der verwitweten Marquise Astrenant. Er gibt sich als Wildschütz aus und kenne die Reviergrenzen nicht. Als sich Bewaffnete im Schlosswald zeigen, müssen die Marquise und ihre Tochter Leontine fürchten, der ungebetene Gast sei das Haupt jener Räuberbande, die sich an der Loire eingenistet hat. Auf seinem benachbarten Jagdschloss soll Graf Gaston gerade angelangt sein. Die Marquise bittet den Grafen brieflich um Schutz. Anstelle des herbeigerufenen Grafen erscheint anderntags erneut der vermeintliche Räuberhauptmann und gesteht Leontine, „der Kampf sei ernster geworden“. Er bemerkt, wie Leontine sich um ihn ängstigt, ihn liebt und gesteht ihr seine Zuneigung.
Graf Gaston kann nicht auf das Hilfeersuchen der Marquise Astrenant eingehen. Er wird ins Gefolge des Königs befohlen. Dieser möchte den Grafen mit der jungen reichen Gräfin Diana verbinden. Diese Dame ist die übermütige, herrische und gewaltsame Jugendgespielin Leontines. Diana lädt Leontine schriftlich auf ihr nahe gelegenes Jagdschloss St. Lüc ein.
Bei der nächsten Begegnung mit Gaston singt Diana im Garten des Königs:
„Und wer mich wollt' erwerben,
Ein Jäger müßt's sein zu Roß,
Und müßt' auf Leben und Sterben
Entführen mich auf sein Schloß!“
Adelige, die bei Hofe verkehren, wetten mit Gaston: Wird er die spröde Schöne bezwingen? Die Wette gilt. Gaston entführt Diana auf sein Jagdschloss. Die Wette ist entschieden.
Leontine folgt der Einladung ihrer Freundin aus Kindertagen. Auf der Fahrt reitet der vermeintliche Räuberhauptmann dicht an Leontines Kutsche heran und ermittelt das Ziel der Reisenden. Darauf setzt er Leontine ins Bild. Diana hält sich auf dem Schloss des Grafen Gaston auf. Der Reiter führt den Kutscher hin. Leontine bangt um den „Räuberhauptmann“: Der Graf werde ihn fangen. Beschämt muss das junge Mädchen erkennen, ihr „Räuberhauptmann“ weiß nun alles über ihre Liebe zu ihm. Gaston gibt sich zu erkennen. Er will Diana seine Braut Leontine vorstellen. Jedoch Diana ist inzwischen in ein nahes Kloster geflüchtet. Gaston, den sie nie wieder sehen will, lebt auf seinem prächtigen Schloss an der Loire fortan mit seiner schönen Frau Leontine.

## Lyrik
Schulz weist auf jenes Gefühl „der Fremdheit in der Gesellschaft“ hin, das die in die Novelle eingelegten Gedichte ausstrahlten:
Der alte Garten
„Kaiserkron und Päonien rot,
Die müssen verzaubert sein,
Denn Vater und Mutter sind lange tot,
Was blüh'n sie hier so allein?“
Aus Gräfin Dianas Munde klinge Eichendorffs Lob auf die schöne Frau:
„Waldkönig zog durch die Wälder
Und stieß in's Horn vor Lust,
Da klang über die stillen Felder,
Wovon der Tag nichts gewußt. -“

## Rezeption
Zeitgenossen
- Am 20. Oktober 1838 wird die Novelle in den „Blättern für literarische Unterhaltung“[8], Leipzig „ein moderner Sommernachtstraum“ genannt. Die Menschen seien wie Elfen dargestellt.
- Amalie von Voigt vermutet in der „Jenaischen Allgemeinen Literatur-Zeitung“ Nr. 194[9] vom Oktober 1838 die Sage vom Schlossfräulein Kynast als stoffliche Quelle.
- Philipp von Lüdemann[10] bezeichnet am 27. Oktober 1838 im „Berliner Conversations-Blatt für Poesie, Literatur und Kritik“ Gaston, Leontine und Diana als „schwanke Gestalten“.
- Tieck[11] spottet am 20. März 1839 über „Eichendorffs Genebele“.

Äußerungen ab dem 20. Jahrhundert
- Alfred Dornheim lobt die Novelle 1958 als herausragendes Werk des Autors. Der Text erscheine als geschlossen und psychologisch fundiert.[12]
- Oskar Seidlin hält die Novelle für misslungen.[13]
- Die Novelle  enthalte Zeitkritik. Indem Eichendorff die Handlung in die erste Hälfte des 18. Jahrhunderts nach Frankreich verlegt, schlage er der Zensur ein Schnippchen.[14]
- Die Erzählabsicht Eichendorffs sei die „Rezension der Poesie durch Poesie“. Genauer – die Novelle sei als Erörterung über Aufstieg und Niedergang der „romantischen Poesie“ zu lesen. Insgeheim hoffe Eichendorff dabei auf ein Weiterleben dieser Gattung im Verborgenen.[15]
- Koopmann[16] geht auf den „Enthüllungscharakter“ der Novelle ein und zitiert: „Verblendet, wie er [Gaston] war von ihrer zauberischen Schönheit, hatte sich, als er in den Flammen dieser Nacht sie [Diana] plötzlich in allen ihren Schrecken erblickt, schaudernd sein Herz gewendet, und, wie eine schöne Landschaft nach einem Gewitter, war in seiner Seele Leontinens unschuldiges Bild unwiderstehlich wieder aufgetaucht, das Diana so lange wetterleuchtend verdeckt.“[17] Der Graf kommt gerade noch rechtzeitig zur Besinnung.
- Nach Schulz[18] steht in der Novelle ein Mann zwischen zwei Frauen. Diana sei eine Allegorie auf die gleichnamige Jagdgöttin.
- Der Anfang der Novelle erinnert Schillbach und Schultz[19] an Kleist und das Happyend passe zu den komödiantischen[20] Textpassagen.
- Kremer sieht eine Parallele zu „Ahnung und Gegenwart“.[21]

## Ausgaben
- Joseph von Eichendorff: Die Entführung. 46 Seiten. Callwey Verlag, München 1910 (Der Schatzgräber. 21.)
- Joseph von Eichendorff: Die Entführung. Mit Federzeichnungen von Ludwig Schwerin. Zweifäusterdruck. Matthes, Leipzig 1924.
- Joseph von Eichendorff: Die Entführung. Schloß Dürande. Bertelsmann, Gütersloh 1943.
- Joseph von Eichendorff: Die Entführung. Mit 16 ganzseitigen Originallithographien von Karl Dick.' Amerbach, Basel 1946

- Die Entführung. Eine Novelle S. 467–507 in Brigitte Schillbach (Hrsg.), Hartwig Schultz (Hrsg.): Dichter und ihre Gesellen. Erzählungen II. in Wolfgang Frühwald (Hrsg.), Brigitte Schillbach (Hrsg.), Hartwig Schultz (Hrsg.): Joseph von Eichendorff. Werke in fünf Bänden. Band 3. Deutscher Klassiker Verlag, Frankfurt am Main 1993.b ISBN 3-618-60130-1